# De Beque
De Beque es un pueblo ubicado en el condado de Mesa en el estado estadounidense de Colorado. En el Censo de 2010 tenía una población de 504 habitantes y una densidad poblacional de 44,86 personas por km².

## Geografía
De Beque se encuentra ubicado en las coordenadas 39°16′33″N 108°11′36″O / 39.27583, -108.19333. Según la Oficina del Censo de los Estados Unidos, De Beque tiene una superficie total de 11.24 km², de la cual 11.17 km² corresponden a tierra firme y (0.62%) 0.07 km² es agua.

## Demografía
Según el censo de 2010, había 504 personas residiendo en De Beque. La densidad de población era de 44,86 hab./km². De los 504 habitantes, De Beque estaba compuesto por el 96.43% blancos, el 0% eran afroamericanos, el 0.6% eran amerindios, el 0% eran asiáticos, el 0% eran isleños del Pacífico, el 1.98% eran de otras razas y el 0.99% pertenecían a dos o más razas. Del total de la población el 6.75% eran hispanos o latinos de cualquier raza.